# Obergrunstedt
Obergrunstedt ist ein Ortsteil der Landgemeinde Grammetal im Landkreis Weimarer Land in Thüringen.

## Geografie
Obergrunstedt liegt in einer flachen Mulde am Südostrand des Thüringer Beckens auf einer Höhe von etwa 350 m ü. NHN. Der Ortsteil liegt nördlich der Bundesautobahn 4 zwischen Weimar und Erfurt. Über Ortsverbindungsstraßen und die Weimar-Berka-Blankenhainer Eisenbahn ist das Dorf erreichbar.

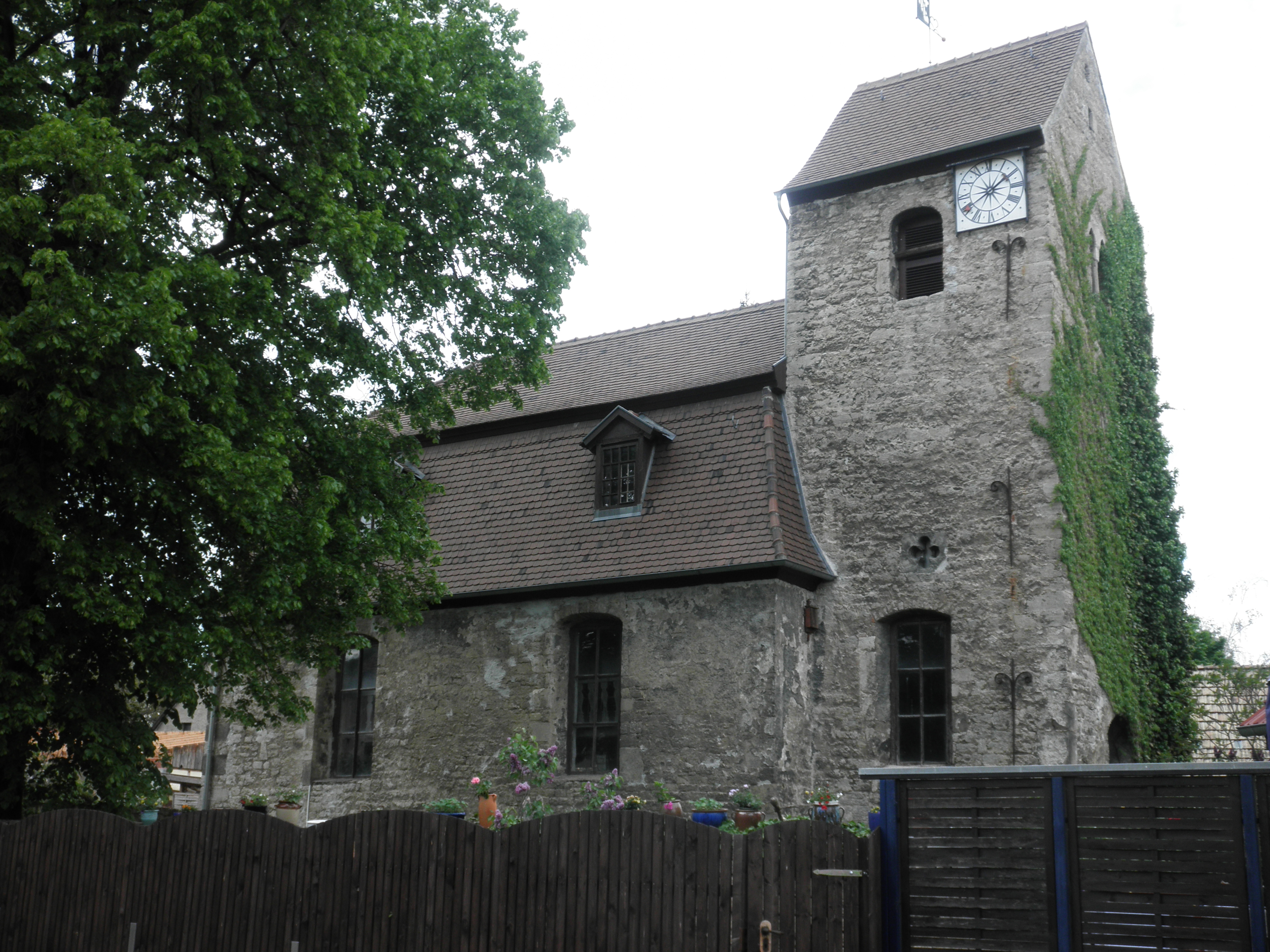
Kirche in Obergrunstedt

## Geschichte
Der Ortsteil Obergrunstedt weist eine Ersterwähnung von 1289 aus, wogegen Wolfgang Kahl den 30. April 1319 für die urkundliche Ersterwähnung ermittelt hat.
Das Platzdorf gehörte einst den Grafen von Orlamünde-Weimar. Im 16. Jahrhundert überwog der Waidanbau bei der landwirtschaftlichen Erzeugung. Von jeher war und ist das Dorf landwirtschaftlich geprägt. Das Gewerbegebiet Nohra reicht fast bis an den Nordrand des Dorfes und beeinflusst den Ort.
Am 27. Februar 1945 griffen US-Tiefflieger einen Konvoi alliierter Kriegsgefangener auf der Autobahn in Höhe von Obergrunstedt an. Sie töteten dabei 117 Männer (Russen, Franzosen, Belgier und Engländer). Diese wurden von den Überlebenden unterhalb der Friedhofsmauer beerdigt. 1951 wurden 13 Briten und 3 Belgier exhumiert und in Westberlin beigesetzt. 1965 wurde ein Denkmal für die Gefallenen errichtet, das in Vergessenheit geriet und jetzt mit Unterstützung vom Volksbund Deutsche Kriegsgräberfürsorge erneuert werden soll.

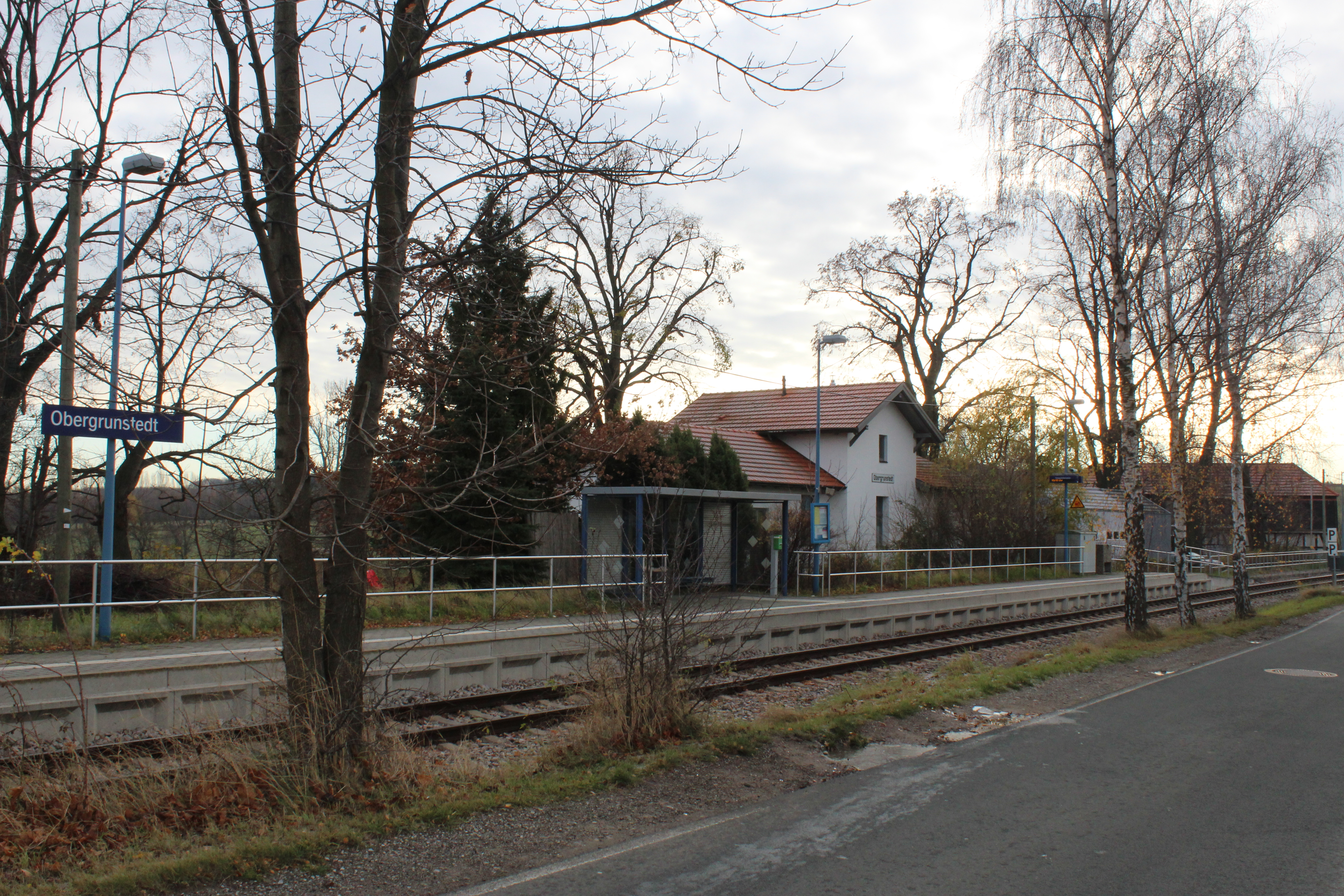
Haltepunkt Obergrunstedt (2017)

Derzeit wohnen rund 200 Bürger im Dorf.

## Sehenswürdigkeiten
- Dorfkirche Obergrunstedt
- Backhaus und das Tor im Oberdorf
- Waidmühlstein im Oberdorf
- Kriegsgräberstätte unterhalb des Friedhofs: am 27. Februar 1945 bei US-Tieffliegerangriff getötete 117 alliierte Kriegsgefangene (101 von ihnen ruhen hier noch).

## Verkehr
Obergrunstedt hat einen Bahnanschluss an der 25 Kilometer langen Ilmtalbahn nach Weimar und Kranichfeld und wird im Stundentakt von der Linie RB 26 der Erfurter Bahn bedient.